# 小島伊助
小島 伊助（おじま いすけ、1894年 - 1992年）は、日本イエス・キリスト教団の指導者。日本のきよめ派に大きな影響を与えた。

## 生涯
1894年、千葉県に生まれる。1905年（明治38年）4月16日、千葉県銚子町の利根川河口でD・H・ソートンから洗礼を受ける。2人の姉がホーリネスの聖書学院で学んでいたときに中田重治と会うが、彼には師事しなかった。堀内文一にも大きな影響を受ける。
1913年、神戸聖書学校でバークレー・バックストンに学び大きな影響を受ける。舟喜麟一、野畑新兵衛、鋤柄熊太郎などが同級生である。1918年に24歳で神戸聖書学校を卒業して郷里の銚子に開拓伝道に遣わされる。1922年9月に舟喜麟一が中心となって、大間々町で堀内文一と小島を講師に約2週間の天幕伝道を行った。また、1940年には垂水教会の主管牧師になり、1942年に辞任した。
1951年、日本イエス・キリスト教団の成立の際に初代委員長となる。1958年、委員長を副院長の道城重太郎（1965年まで）に引き継ぐ。また、その間にきよめ派の教団の修養会に頻繁に招かれて説教をする。
1953年10月、1954年3月にはバプテスト系の山形福音伝道隊の集会に講師に招かれたり、説教者として活躍した。
米国シアトルの日本人教会から訪米の誘いを受け、1954年6月25日にウィルソン号に乗り、神戸港から出航する。27日に横浜港に寄港したときには、舟喜順一が見送りに来た。
7月4日にホノルルに寄港、7月9日にカリフォルニアに到着する。7月21日より、ギルロイでのホーリネス教団夏季修養会で説教し、ロサンジェルス、サンディエゴに行く。そして、鉄道で大陸を横断し、デンバーとグリーンフィールドに寄る。シカゴに滞在中、ホイートン大学で留学中の舟喜信たち学生と食事をする。10月14日、シアトルに到着し、サン・ロレンゾ・ホーリネス教会での創立25周年聖会の説教をする。
11月28日に空路でプロジルのサンパウロに到着した。各地を巡回伝道した後、翌1955年4月17日、ロサンジェルスに戻る。7月15日、空路で羽田空港に帰国する。
神学校関係でも説教に招かれ、1961年3月には共立女子聖書学院の卒業式で説教をした。翌1962年3月には、東京基督教短期大学の卒業式で説教をした。1975年に「聖顔の輝き」という著書を著した。
1991年、日本福音振興会より福音宣教への功績が認められ、第1回日本福音功労賞の表彰を受けた。森山諭、鈴木留蔵らも同時に表彰を受けた。
小林和夫などきよめ派の指導者たちに大きな影響を与えつつ、1992年に死去する。密葬にて葬儀が行われ、教え子であった小林和夫も立ち会う。

## 著書
- 『両米福音行』(上編)、日本イエス・キリスト教団福音部、1951年
- 『両米福音行』(下編)、日本イエス・キリスト教団福音部、1958年
- 『ピレモン書』（福音信仰叢書弟一巻）
- 『コロサイ書縦横』（福音信仰叢書弟三巻）
- 小島伊助編『福音』
- 『御顔の輝き』

## 訳書
- メリー・ベーズレー著『宝玉の光輝』